# Freelance
Freelance (uit Middelengels, free lance, een ongebonden ridder of knecht) is een in het arbeidsrecht veel gebruikte term die niet in de wet voorkomt maar waarmee gedoeld wordt op het verrichten van arbeid zonder vaste dienstbetrekking. Hoewel het Burgerlijk wetboek geen bijzondere overeenkomst of contracttype met deze naam bevat, wordt voor beoordeling van de rechtspositie van de betreffende persoon wel getoetst aan kenmerken uit de wet. Of de werkverhouding al dan niet beschouwd moet worden als een freelance contract, is afhankelijk van de omstandigheden van het geval.
Gevolg van werken zonder vaste dienstbetrekking, in de wet een arbeidsovereenkomst genoemd, is vaak dat er geen verzekeringsplicht is voor de werknemersverzekeringen (zie ook verzekerden voor de Werkloosheidswet) en er geen ontslagbescherming is volgens het arbeidsrecht. Voor de beoordeling of sprake is van een freelance contract gaat het er om wat partijen hebben willen regelen en hoe de feitelijke werksituatie is. De feitelijke omstandigheden kunnen meebrengen dat er ondanks het ontbreken van een vast dienstverband op papier, in juridisch opzicht toch sprake is van een arbeidsovereenkomst. De naam die partijen aan de werkverhouding hebben gegeven is niet doorslaggevend. Ook moet aan de kant van de freelancer sprake zijn van ondernemerschap volgens vastgelegde criteria, deze verschillen bij de beoordeling of sprake is van een freelance contract of bij andere wetgeving.
De term wordt gebruikt bij een contractvorm waarbij een bedrijf of een individu, de opdrachtnemer, zich verbindt om een bepaalde prestatie te leveren voor een andere (rechts)persoon, de opdrachtgever. Freelance-arbeid verschilt van loondienst door de afwezigheid van een vast(e) of langdurig(e) dienstverband/arbeidsovereenkomst, regelmatige loonbetaling, de verplichting tot persoonlijke uitvoering van de opdracht en een zogenaamde gezagsverhouding, waarbij de 'baas'/werkgever bepaalt hoe het werk moet worden verricht. Dat laatste is te onderscheiden van het opsommen van de eisen waaraan het gewenste eindproduct dient te voldoen. De werkwijze bepaalt een freelancer namelijk zelf; hij of zij bepaalt ook wie het werk verricht (dat hoeft dus niet per se zelf te worden gedaan). Een freelancer dient zoals elke zelfstandige of ondernemer zelf btw in rekening te brengen en opgave en afdracht te doen aan de belastingdienst. Juridisch gaat het hier meestal om een 'overeenkomst van opdracht'.
Iemand die freelance-opdrachten aanneemt, heet een freelancer of zelfstandige zonder personeel (zzp).

## Freelance-opdrachten
Freelance-opdrachten kunnen veelomvattend zijn en er kunnen grote bedragen mee gemoeid zijn, of ze kunnen klein zijn, ook kunnen ze in enkele uren of dagen gereed zijn, of zich over maanden of jaren uitstrekken. Ze kunnen gericht op het bereiken van resultaat, het leveren van een of meer product(en) of het uitvoeren van een of meer al dan niet samenhangende diensten. In Nederland worden freelance-contracten van een langere duur (een half tot een heel jaar) door de belastingdienst soms gezien als een verkapte vorm van loondienst, en de opdrachtgever kan in zo'n geval alsnog aangeslagen worden voor het werkgeversdeel van de loonbelasting en sociale premies. Daarom is het voor de opdrachtgever belangrijk dat de overeenkomst voldoet aan de Wet deregulering beoordeling arbeidsrelaties.
Een ander kenmerk van werken op freelancebasis is het hebben van meerdere opdrachtgevers, een van de criteria voor het ondernemerschap. Als gedurende een langere periode een freelancer slechts een enkele opdrachtgever heeft, kan de werkverhouding gezien worden als loondienst. Dat is ook van belang voor de freelancer, die bij een verkapte arbeidsovereenkomst rechten als werknemer kan opeisen.
Freelance-arbeid kan worden vergoed op basis van de geleverde prestatie, maar ook op basis van gewerkte, declarabele uren. In beide gevallen kan juridisch sprake zijn van  loondienst. Bijvoorbeeld in de bouw of de journalistiek kan het gaan om de prestatie. Zo worden freelance-journalisten of columnschrijvers vaak betaald per artikel, of per woord.
Voor incidentele freelance-opdrachten kan worden volstaan door op het belastingformulier 'inkomsten uit overige arbeid' op te geven.
Freelance-overeenkomsten kunnen ook gesloten worden naast arbeid uit loondienst. Iedereen kan en mag wettelijk in Nederland een overeenkomst tot het leveren van een product afsluiten of het verrichten van een prestatie, maar alleen een persoon die in Nederland werkzaam mag zijn, mag dit werk in Nederland tot stand brengen.

## Voor - en nadelen ten opzichte van loondienst
Voordelen voor een freelancer ten opzichte van iemand in loondienst:
- Geen gezagsverhouding.
- Diversiteit in klanten, collega's, werklocaties, werkculturen, werkzaamheden, werktijden en reistijden.
- Meer mogelijkheden om thuis te werken.
- Meer flexibiliteit betreffende werktijden en vakantiedagen.
- Meer keuzevrijheid in verzekeringen betreffende werkloosheid, ziekte, arbeidsongeschiktheid en ouderdom/pensioen.

Werknemersverzekeringen hebben voor- en nadelen.
Het zelfstandige ondernemerschap brengt verschillen met zich mee die nadelig kunnen zijn zoals:
- Het zelfstandig vinden van klanten/opdrachten/werk.
- Het zelfstandig doen van de factuuradministratie inclusief de belastingaangifte.
- Het zelfstandig regelen van (pensioen)verzekeringen.
- Geen secundaire arbeidsvoorwaarden zoals auto, laptop en trainingen.
- Vaak wisselende omstandigheden m.b.t. werkzaamheden, werkplekken en collega's.
- Meer onzekerheid over de hoeveelheid werk en inkomsten.
- Geen aanspraak kunnen maken op een uitkering op grond van de Werkloosheidswet of Ziektewet.
- Het lastiger verkrijgen van een hypothecaire lening en andere leningen.

## Geschiedenis
De term komt van het Engelse woord freelance dat voor het eerst is gebruikt door Walter Scott (1771-1832) in zijn roman Ivanhoe. Hij beschreef in het verhaal een middeleeuwse huursoldaat wiens speer ('lance') niet aan enig landheer toebehoorde, maar zijn diensten aan meerdere opdrachtgevers beschikbaar stelde, voor geld of een andere tegenprestatie. Later is de term in de Nederlandse taal overgenomen en in een figuurlijke context veranderd naar een zelfstandige ondernemer zonder een vaste arbeidsovereenkomst.

## Freelance in België
In België bestaat een onderscheid tussen zelfstandigen in hoofdberoep, waarvoor de zelfstandige activiteit hun voornaamste of enige bezigheid is, en zelfstandigen in bijberoep, voor mensen die daarnaast loontrekkende of ambtenaar zijn. Ook studentenarbeid en werken tegen dienstencheques kan als freelance beschouwd worden.

## Freelance in Nederland

### Zelfstandige zonder personeel
In Nederland wordt in plaats van freelance vaak de benaming zelfstandige zonder personeel (zzp'er) gebruikt. Deze van oorsprong fiscale term wordt met name in de bouw, metaal en zakelijke dienstverlening gebruikt, terwijl de term freelancer meestal gebruikt wordt in de journalistiek, communicatie of vormgeving. In juridisch opzicht kunnen de termen los van elkaar worden gehanteerd, maar de Kamer van Koophandel behandelt ze als synoniemen. Een zzp'er kan een eenmanszaak hebben zonder personeel, of directeur-grootaandeelhouder (DGA) zijn van een besloten vennootschap (bv) zonder verder personeel. Soms wordt informeel de term eenpitter gebruikt.
Inschrijving bij de Kamer van Koophandel is sinds 1 juli 2008 verplicht voor  ondernemers in ruimere zin, waar ook freelancers vaak onder vallen.
Eind 2011 telde Nederland volgens het Centraal Bureau voor de Statistiek (CBS) 739.000 mensen, die als zelfstandige zonder personeel bekendstonden. Eind 2012 waren er dat 752.000, een groei van 2%. Mannen zijn vaker dan vrouwen zzp'er (483.000 tegen 269.000). De grootste groep bestond uit mannen tussen de 45 en 55 jaar.
Eind 2015 was het aantal zzp'ers gestegen tot 928.279.
Er is discussie over invoering van verplichte deelname aan een stelsel van voorzieningen voor arbeidsongeschiktheid en pensioen.

### Inkomstenbelasting
De Nederlandse belastingdienst maakt onderscheid tussen resultaat uit overige werkzaamheden (de freelancer wordt dan aangeduid als resultaatgenieter) en winst uit onderneming (zie de criteria). Het laatste is fiscaal voordeliger.
In beide gevallen mogen de kosten (voor materialen of diensten) vóór het berekenen van de belasting afgetrokken worden van de inkomsten. Bij 'kantoor aan huis' mag een deel van de huur als zakelijke kosten worden afgetrokken. Sinds 2005 is hiervoor een voorwaarde dat de werkruimte een zelfstandig deel van de woning is.

### Omzetbelasting/btw
Afhankelijk van de situatie is een freelancer al dan niet btw-plichtig (zie de criteria). Bepaalde diensten zijn vrijgesteld van btw, waaronder journalistiek en medisch werk.
In principe draagt een freelancer omzetbelasting per kwartaal af. Als de afdracht van omzetbelasting gedurende enige kwartalen hoger is dan € 7000,- per kwartaal verplicht de belastingdienst de omzetbelasting iedere maand op te geven en af te dragen.
Kleine ondernemers kunnen gebruikmaken van de KOR (kleineondernemersregeling, waardoor zij (een deel van) de berekende btw niet hoeven afdragen.

### Facturering
Iedereen mag een factuur schrijven. Het is een misverstand dat alleen ondernemers (lees: ingeschrevenen van de Kamer van Koophandel) mogen factureren. Facturen moeten altijd in tweevoud gemaakt worden, een voor de klant en een afschrift voor de eigen administratie. Facturen mogen onder voorwaarden per e-mail of fax verzonden worden.
Een Nederlandse factuur moet voldoen aan eisen van de belastingdienst, zoals doorlopende nummering. Alleen bedrijven of zelfstandigen die btw-plichtig zijn, moeten en mogen btw heffen. Een factuur moet doorgaans geboekt worden op de factuurdatum, niet op de betaaldatum (dit heet het factuurstelsel).
Wie btw in rekening brengt, moet dat strikt op tijd aangeven en afdragen aan de belastingdienst, en soms ook nog vóórdat de betreffende rekening door de opdrachtgever is betaald. Dat kan slecht zijn voor de hoeveelheid benodigd kasgeld. Op facturen naar het buitenland hoeft in sommige gevallen geen btw te worden afgedragen door de opdrachtnemer maar wordt deze 'verlegd' naar de opdrachtgever.

### Uitkeringsgerechtigden
Uitkeringsgerechtigden dienen de voorwaarden van de uitkering na te gaan, omdat zij bij freelance inkomsten mogelijk voor een deel van de inkomsten worden gekort op hun uitkering. Dit is per uitkering anders geregeld, zo moeten de zogenaamde WW'ers het aantal gewerkte uren opgeven (aan de hand waarvan gekort wordt op de uitkering), waar bijstandsgerechtigden gekort worden op basis van hun inkomen. WAO'ers en pensioengerechtigden mogen naar eigen inzicht bijverdienen en hoeven alleen met de belastingdienst te communiceren. Er wordt onderscheid gemaakt tussen wisselend en blijvend gekort worden, zie starten als zelfstandige vanuit de WW.
Een mogelijke uitwijkmanoeuvre is het factureren naar eigen inzicht uit te stellen. Dit is echter niet toegestaan. Ook een lid van een vennootschap onder firma, die per definitie bestaat uit minimaal twee mensen die samenwerken, kan onder de strenge regels uitkomen doordat het werk toegeschreven kan worden aan de andere vennoot, waarbij de vennoot met uitkering bijvoorbeeld alleen opgeeft een uur coördinatie te hebben verricht. Als deze handelwijze niet overeenkomt met de werkelijke gang van zaken kan sprake zijn van uitkeringsfraude.

### Rechtsvorm
De meeste freelancers hebben de rechtsvorm eenmanszaak gekozen. Dat wil zeggen dat de freelancer de oprichter en enige eigenaar is van zijn onderneming. De begrippen freelancer en eenmanszaak zijn echter niet uitwisselbaar:
- Er zijn freelancers die kiezen voor een andere rechtsvorm, zoals de BV, VOF of maatschap.
- Er zijn eenmanszaken van ondernemers die geen freelancer zijn, bijvoorbeeld omdat de eenmanszaak personeel in dienst heeft of bijvoorbeeld actief is in de detailhandel.

### Tussenvormen tussen freelance en loondienst
In Nederland is een groeiende populariteit voor payrolling onder freelancers. Bij payrolling treedt de freelancer formeel in dienst bij een payroll-onderneming. Op verzoek van de freelancer factureert de payroll-onderneming een klant van de freelancer en keert de freelancer een netto bedrag uit. Op dit bedrag zijn alle inhoudingen en afdrachten op het gebied van belastingen en sociale premies verwerkt. Tegenwoordig berekenen de payroll bedrijven 60% over het brutoloon dat is gelijk aan 40% van het met de klant onderhandelde tarief. De hoogte van die marge bestaat voor een groot gedeelte uit de werkgeverspremie voor de sectorfondsen. Als de freelancer veel tijd niet werkt lijkt payrolling gunstiger. Ergens zit er een omslagpunt.
Zie ook opting-in.

### Belangenbehartiging
Ook voor zelfstandigen zonder personeel bestaan verschillende verenigingen die hun belangen behartigen. Men moet lid worden wil men persoonlijk voordeel kunnen trekken. Gezien de stijgende populariteit van de zzp'er ontstaan er steeds meer nieuwe initiatieven. De FNV is de eerste organisatie geweest die het belang van deze groep mensen op de arbeidsmarkt inzag en zich voor hen inzette. Een expertisecentrum binnen FNV richt zich alleen op zzp'ers.
- Vereniging Zelfstandigen Nederland, een koepelvereniging van belangenbehartigers voor zelfstandigen zonder personeel zoals Vereniging Zelfstandigen Bouw, Vereniging ZZP Nederland en Vereniging Solo Partners.
- FNV Zelfstandigen, een expertisecentrum dat zich binnen FNV richt op het behartigen van de belangen van zzp'ers in diensten, groen, handel, ICT, industrie, vervoer, zorg
- Zelfstandigen Bouw (voor zelfstandigen in bouw en hout), lid van Vereniging Zelfstandigen Nederland
- Vakbond PZO-ZZP: belangenbehartiging voor zzp'ers en verzorger van mantelovereenkomsten voor zzp'ers
- Vereniging ZZP Nederland, overkoepelende belangenbehartiger voor zzp'ers, lid van Vereniging Zelfstandigen Nederland.
- Vereniging SoloPartners, voor zzp'ers in de zorg.
- Ondernemersorganisatie ZZP Netwerk Nederland, richt zich op de ondernemende zzp'er en is sinds 1 juni 2013 lid van MKB-Nederland.

Zzp'ers zitten met drie zetels in de Sociaal-Economische Raad (SER), één zetel namens de FNV, één zetel namens VNO-NCW, en één zetel voor een kroonlid met specifieke zzp-kennis.

## Voorbeelden
Voorbeelden:
- Een handige auto- of computerjongen die af en toe reparaties verricht. Iedereen mag een factuur schrijven, dus ook iemand die af en toe voor een vooraf afgesproken bedrag nieuwe onderdelen in een computer monteert. Kosten van onderdelen mogen bij de aangifte inkomstenbelasting afgetrokken worden van de inkomsten.
- Een kunstenaar, die naast zijn baan, of geheel toegewijd, kunstwerken maakt en verkoopt. Het materiaal en kosten van huur van een atelier mogen van de inkomsten afgetrokken worden.
- Een systeembeheerder die aan meerdere bedrijven zijn diensten verleent.
- Een fietsenmaker die fietsen verkoopt en repareert.
- Een schilder die schilderwerk verricht.
- Een docent die invalt op scholen.
- Een klusjesman die klusjes verricht.

## Impact van het internet
Het internet heeft veel mogelijkheden geopend voor freelancers. De groei van internet is in elke sector of bedrijfstak te merken. Zo bestaan er anno 2013 vele inhuurdesks waar zelfstandigen zich kunnen inschrijven op opdrachten. Uitbesteding en crowdsourcing houden in dat bedrijven toegang krijgen tot freelancers buiten eigen land. Dit betreft voornamelijk ICT-werk. Veel van dit softwaretechnische freelance-werk is uitbesteed aan lagelonenlanden. Dit heeft veel oproer veroorzaakt onder de Europese en Amerikaanse freelancers omdat zij veel werk naar het buitenland hebben zien verdwijnen. Tegenwoordig hebben freelancers ook te kampen met concurrentie in eigen land van student-freelancers die hun diensten goedkoper aanbieden.